# ميك والاس (لاعب كرة قدم)
ميك والاس (بالإنجليزية: Mick Wallace)‏ هو لاعب كرة قدم بريطاني في مركز الدفاع، ولد في 5 أكتوبر 1970 في فارنورث في المملكة المتحدة. لعب مع كندل تاون ‏.